# العلاج بالرقص والحركة
العلاج بالرقص كما يسمى في الولايات المتحدة /  واستراليا  أو العلاج بالحركة في بريطانيا هو علاج نفسي تستخدم به الحركة أو الرقص، لدعم المهام الفكرية والعاطفية والحركية للجسم. كشكل من أشكال العلاج التعبيري ويبحث العلاج بالرقص في العلاقة بين الحركة والعاطفة. تنقسم جلسات العلاج التقليدية لأربعة أقسام رئيسية هي تَحْضير وحَضانَة وإِضاءَة وتَقْييم.

## تاريخ
لقد استخدم الرقص كوسيلة علاجية مُنذ الآف السنين وقد استخدم أيضاً كطقس من الطقوس التي تقام لعلاج الخصوبة والأمراض وعند الولادة وحتى الموت منذ وقت مبكر من تاريخ البشرية. وضعت فلسفة جديدة للرقص في أوروبا والولايات المتحدة بين عام 1840م و 1930م والتي تؤمن بأن الحركة يمكن أن يكون لها تأثير على المتحرك.
على الرغم من أن الرقص كان وسيلة للتعبير منذ قرون إلا أنه لم يكن يعد شكلاً من اشكال العلاج إلا في نصف القرن الماضي.
يمكننا تقسيم التطورات التي مر بها العلاج بالرقص والحركة إلى مرحلتين على مر التاريخ:
المرحلة الأولى :
قادت ماريان جاس حركة الرقص في المجتمع الطبي كنوع من أنواع العلاج. وهي تعتبر المؤسس الرئيسي لما يعرف بالعلاج بالرقص في الولايات المتحدة.وقد قدم الرقص في عام 1942م لأول مره للطب الشرقي. جاس كانت راقصة ومؤدية عروض. بعد افتتاحها مدرسة رقص خاصه بها بدأت جاس تلاحظ تأثير الحركة والرقص على مشاعر طلابها وبدأت بجذب انتباه المجتمع الطبي وبداء بعض الأطباء النفسيين بأرسال مرضاهم لدروسها وعندما لاحظ الأطباء تأثير الرقص على مرضاهم في عام 1966م أصبحت جاس الرئيسه الأولى للجمعية الأمريكية للعلاج بالرقص والحركة.
المرحلة الثانية :
كانت المرحلة الثانية للعلاج بالرقص والحركة في السبعينات والثمانينات من القرن الماضي وقد اثارت قدراً كبيراً من اهتمام المعالجين النفسيين.   

## أنماط الرقص المستخدمة
تستخدم أنماط مختلفة للرقص في العلاج بالرقص والحركة على حسب احتياج العميل تشمل الرقص الحديث والرقص التركي والتانقو وأنواع أخرى مختلفة .